# アンジェロ・エスマエル・ダ・コスタ・ジュニオール
アンジェロ・エスマエル・ダ・コスタ・ジュニオール（ポルトガル語: Angelo Esmael da Costa Júnior、1983年11月12日 - ）は、ブラジルの元サッカー選手。現役時代のポジションはGK。ブラジルではジュニオール・コスタ（Júnior Costa）、欧州ではアンジェロ・ダ・コスタ（Angelo Da Costa）もしくは単にダ・コスタ（Da Costa）と呼ばれている。

## 経歴

### サント・アンドレ
2000年にECサント・アンドレに加入。
2004年のコパ・ド・ブラジルではジュリオ・セザール・マルティンスを抑えて11試合中8試合に出場した。
2005年4月に契約を更新し、2008年12月までの契約となった。
コパ・リベルタドーレス2005ではジュリオ・セザル・マルティンスの控えに回ったが、セロ・ポルテーニョ戦は出場した。
2006年のカンピオナート・ブラジレイロ・セリエBではマルセロ・ボナンの控えに回り、8月25日にしてシーズン初出場となった。この試合でもスターティングメンバーではなく、23分にボナンとの交代での出場であった。

### ヴァレーゼ
2008年1月、レガ・プロ・セコンダ・ディヴィジオーネのヴァレーゼ・カルチョSSDに移籍。

### アンコーナ
2008年夏の移籍市場でUSアンコーナ1905に完全移籍した。移籍金は明らかになっていない。

### サンプドリア
2010年にアンコーナが財政上の問題でプロリーグからの撤退が決まるとUCサンプドリアに移籍。ルカ・カステラッツィ、マテオ・グアルダルベンを放出しアントニオ・ミランテを売却、レンタル移籍してきていたマリオ・カッサーノは買い取らず、マルコ・ストラーリは買えなかった中で、同じく新加入したジャンルカ・クルチに次ぐ第2ゴールキーパーの座についた。背番号は1番でカステラッツィの番号を引き継いだ。2011年5月8日に行われたセリエAのデルビー・デッラ・ランテルナ、つまりジェノアCFC戦で初出場。残り2試合で降格圏まで勝ち点3という状態であったが後半にマウロ・ボセーリの得点を浴び、1-2で敗北、降格圏まで残り勝ち点2となってしまった。クルチの不調が続くため、最終戦となったUSチッタ・ディ・パレルモ戦でも出場したもののファブリツィオ・ミッコリらの得点を浴びて1-2となり、他方で降格争いを演じていたUSレッチェがダービー戦でASバーリに勝利したため、セリエB降格が決まった。
翌シーズンは15試合に出場。当初はセルヒオ・ロメロの控えであったが、彼の負傷により出場機会が増えた。昇格プレーオフではロメロが代表のため第1試合を欠場、彼がUSサッスオーロ・カルチョ戦に出場し勝利を掴んだ。2012年6月6日に行われたプレーオフ決勝第1試合には一時的に戻ってきたロメロが出場したものの再び離脱したため、第2試合に出場した。そしてセリエA復帰となった。

### ボローニャ
2015年1月20日にボローニャFCに移籍。同年7月8日に新たに3年契約を締結した。

## タイトル
サント・アンドレ
- コパ・ド・ブラジル: 2004
- コパ・パウリスタ: 2003
- タッサ・サンパウロ・デ・ジュニオーレス: 2003